# Pelidnota fuscoviridis
Pelidnota fuscoviridis är en skalbaggsart som beskrevs av Ohaus 1913. Pelidnota fuscoviridis ingår i släktet Pelidnota och familjen Rutelidae. Inga underarter finns listade i Catalogue of Life.